# Park Kulturi metróállomás (Szokolnyicseszkaja vonal)
A moszkvai metrónak az 1-es számú, piros színnel jelzett, Szokolnyicseszkaja nevű vonalán található Park Kulturi állomása a Hamovnyiki kerületben, a főváros Központi közigazgatási körzetében található. 1935. május 15-én, a moszkvai metró első szakaszának átadásakor nyitották meg, annak egyik első végállomása lett. Szomszédos állomásai ezen a vonalon a Kropotkinszkaja és a Frunzenszkaja. Az állomáson átszállási lehetőség nyílik a Kolcevaja vonal hasonló nevű állomására.
A kéreg alatti, oszlopos, háromhajós rendszerű állomás nevét a közeli Gorkij parkról kapta, annak teljes neve ugyanis Centralnij Park Kulturi i Otdiha imenyi Gorkovo (a kultúra és a pihenés Gorkij nevét viselő központi parkja). Az állomás neve hivatalosan a Gorkij park teljes neve volt, de ez aztán a közbeszédben lerövidült. A park az állomáshoz képest a Moszkva folyó másik partján fekszik, de megnyitásának időpontjában ez az állomás volt a legközelebb a főbejáratához.

## Építészete
Az állomásnak két előcsarnoka van. Az északi építésze a skót származású Nyikolaj Dzsemszovics Kolli volt. Ezt a bejáratot Makszim Gorkij mozaik ól kirakott arcképe díszíti, és az Osztozsenka utcára nyílik. Az eredeti déli bejáratot a Kolcevaja metróvonal építése során lebontották, helyére átszállóhely és közös bejárat került a Kolcevaja vonal hasonló nevű állomásával. Ez a kijárat a Komszomolszkij proszpektre és a Zubovszkij bulvárra nyílik.
A kéreg alatti, oszlopos, háromhajós kialakítású csarnok 10,5 méterrel fekszik a felszín alatt. Két sorban 23-23, egymástól 7 méterre lévő oszlop tartja a födémet. Az állomáson mivel kezdetben végállomás volt, zsákutcá alagutak is vannak a szerelvények megfordítására.
Az állomás peronjának belső kialakítása hasonlít az egyidejűleg épült Szokolnyiki állomáséra. A négyzetes keresztmetszetű oszlopokat sárgásbarna, márványhatású krimi mészkő burkolja. A vágányok mögötti fal borítása fehér kerámiacsempe.

## Terrortámadás
2010. március 29-én a metróállomáson, a Lubjanka állomás elleni támadással egyidejűleg, terrorcselekményt hajtottak végre a Kaukázusi Emírség nevében. A robbantás 12 halálos áldozatot követelt.

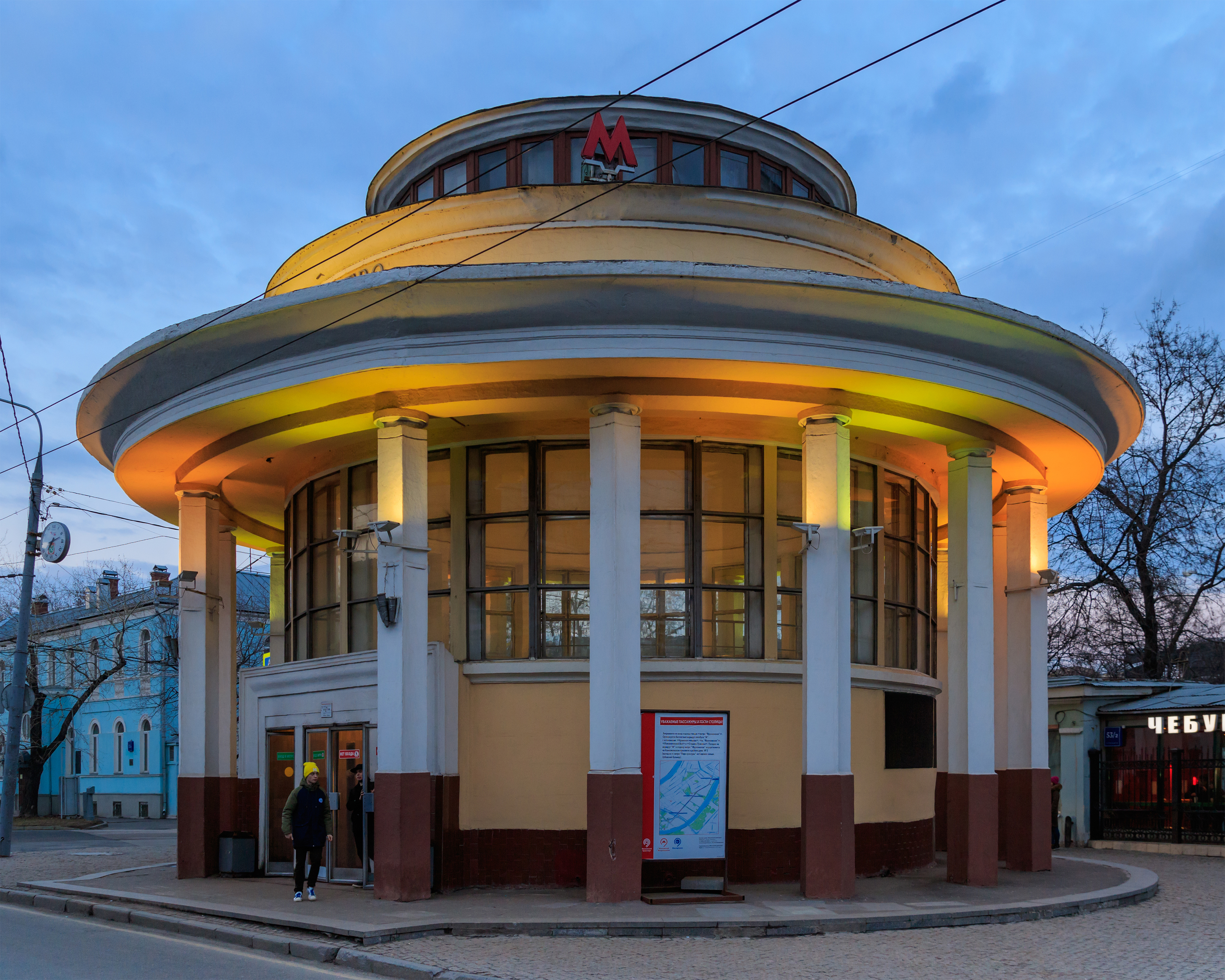
Az állomás északi bejárata

## Fordítás
- Ez a szócikk részben vagy egészben  a(z)   Кропоткинская (станция метро) című orosz Wikipédia-szócikk ezen változatának fordításán alapul.  Az eredeti cikk szerkesztőit annak laptörténete sorolja fel. Ez a jelzés csupán a megfogalmazás eredetét és a szerzői jogokat jelzi, nem szolgál a cikkben szereplő információk forrásmegjelöléseként.